# Capitale federale
Una capitale federale è un'entità politica, di solito un comune o una grande città che funge da capitale di Stato e da sede del governo federale di un paese. Essa comprende fisicamente gli uffici e i luoghi di incontro del rispettivo governo e la sua posizione e i rapporti con la Nazione e gli Stati federati legge o dalla costituzione federale. Le capitali federali spesso sono considerate come Stati a sé (come Berlino, Bruxelles o Vienna), come territori non facenti parte di alcuno stato (come Washington D.C., Canberra o Brasilia) o essere parte (ed eventualmente svolgere anche la funzione di capitale dello Stato federato) di uno Stato federato (come Ottawa e, seppur solo de facto, Berna). Spesso le capitali federali esercitano una significativa autonomia politica dalla federazione, tramite un proprio statuto o legge istituente, o sono direttamente governate dal governo nazionale situato all'interno dei loro locali, tramite un commissario nominato dallo stesso governo.
Le capitali federali sono, spesso, di nuova fondazione. Esse infatti vengono stabilite in territori non sviluppati, che vengono separati dalla divisione in Stati o organizzati come Stato a sé, ad eccezione di quelle capitali che sono già capitali di Stati federati, poiché nella creazione di una federazione è di solito necessario non favorire nessuna delle capitali statali costituenti, al fine di non rendere uno Stato federato più importante o più potente degli altri. Questa è anche la motivazione alla base della creazione di territori o degli Stati federati che contengono le capitali federali, i quali vengono amministrati e governati o separatamente dai governi statali costituenti o con uno statuto di autonomia uguale agli altri. È particolarmente importante anche la scelta della capitale federale, in quanto essa, spesso, necessita di essere centrale e, soprattutto stati multietnici come la Nigeria, in territorio neutrale.
Esempi di famose capitali federali includono Washington, D.C., che non fa parte di nessuno Stato degli Stati Uniti ma anzi, di un distretto che confina con Maryland e Virginia; Berlino, che è uno stato della Germania a sé stante e forma un'enclave all'interno dello stato del Brandeburgo; e Canberra, capitale dell’Australia, compresa nel Territorio della Capitale Australiana.
Il Canada è l'unica federazione al mondo a non concedere una suddivisione amministrativa speciale alla sua capitale. Piuttosto, Ottawa è semplicemente un altro comune nella provincia dell'Ontario. Il governo canadese designa l'area di Ottawa come la “regione della capitale nazionale”, sebbene questo termine rappresenti semplicemente l'area giurisdizionale dell'agenzia governativa che amministra i terreni e gli edifici di proprietà federale e non sia un'effettiva unità politica. La città di Ottawa è governata come qualsiasi altra città dell'Ontario.

## Elenco delle capitali federali

### Attuali
- Argentina: Buenos Aires (Città autonoma)
- Austria: Vienna (Città-stato)
- Australia: Canberra (Territorio della Capitale Australiana)
- Belgio: Bruxelles (Regione di Bruxelles-Capitale)
- Bosnia e Erzegovina: Sarajevo (Federazione di Bosnia ed Erzegovina)
- Brasile: Brasilia (Distretto Federale)
- Canada: Ottawa (Stato federato dell’Ontario)
- Comore: Moroni (Isola Autonome di Grande Comore/Ngazidja o Ngasidja)
- Etiopia: Addis Abeba (Città speciale nella Regione di Oromia)
- Germania: Berlino (Città-stato)
- India: Nuova Delhi (Territorio di Delhi)
- Iraq: Baghdad (Governatorato di Baghdad)
- Malaysia: Kuala Lumpur (Territorio federale di Kuala Lumpur) e Putrajaya (Territorio federale di Putrajaya)
- Messico: Città del Messico (Distretto federale)
- Nepal: Katmandu (Provincia di Bagmati)
- Nigeria: Abuja, Territorio della Capitale Federale Abuja)
- Pakistan: Islamabad (Territorio della Capitale Islamabad)
- Russia: Mosca (Città federale)
- Saint Kitts e Nevis: Basseterre (Parrocchia di Saint George Basseterre)
- Somalia: Mogadiscio (Regione di Benadir)
- Stati Federati di Micronesia: Palikir (Isola di Pohnpei)
- Sudan: Khartum (Stato di Khartum)
- Sudan del Sud: Giuba (Stato di Jubek)
- Svizzera: Berna (Canton Berna)[3]
- Emirati Arabi Uniti: Abu Dhabi (Emirato di Abu Dhabi)
- Stati Uniti d'America: Washington (Distretto di Columbia)
- Venezuela: Caracas (Distretto Capitale)

### Ex capitali e capitali storiche
- Brasile: Rio de Janeiro
- Repubblica Federale del Centro America: Città del Guatemala (oggi in Guatemala), poi San Salvador (oggi in El Salvador)
- Stati Confederati d'America: Richmond (oggi in Virginia)
- Cecoslovacchia: Praga (oggi in Repubblica Ceca)
- Regno Unito di Libia: Tripoli e Bengasi
- Federazione del Mali: Dakar (oggi in Senegal)
- Nigeria: Lagos
- Federazione della Rhodesia e del Nyasaland: Salisbury (attuale Harare, oggi in Zimbabwe)
- Unione Sovietica: Mosca (oggi in Russia)
- Germania Ovest: Bonn
- Federazione delle Indie Occidentali: Port of Spain (oggi a Trinidad e Tobago)
- Jugoslavia: Belgrado (oggi in Serbia)